# تیم ملی راگبی ۱۵ نفره ایران
تیم ملی راگبی اتحادیه ایران یک تیم بین‌المللی راگبی اتحادیه مردان است که از طرف ایران در مسابقات بین‌المللی شرکت می‌کند. 